# Liste der Biografien/Roa
Liste der Biografien |
Portal Biografien |
Personensuche
# |
A |
B |
C |
D |
E |
F |
G |
H |
I |
J |
K |
L |
M |
N |
O |
P |
Q |
R |
S |
T |
U |
V |
W |
X |
Y |
Z |
?
 
Ra |
Rb |
Rd |
Re |
Rh |
Ri |
Rj |
Rk |
Rl |
Rm |
Rn |
Ro |
Rr |
Rs |
Rt |
Ru |
Rv |
Rw |
Rx |
Ry |
Rz
 
Roa |
Rob |
Roc |
Rod |
Roe |
Rof |
Rog |
Roh |
Roi |
Roj |
Rok |
Rol |
Rom |
Ron |
Roo |
Rop |
Roq |
Ror |
Ros |
Rot |
Rou |
Rov |
Row |
Rox |
Roy |
Roz 
Die Liste der Biografien führt alle Personen auf, die in der deutschsprachigen Wikipedia einen Artikel haben. Dieses ist eine Teilliste mit 65 Einträgen von Personen, deren Namen mit den Buchstaben „Roa“ beginnt.

## Roa
- ROA (* 1975), belgischer Streetart- und Graffiti-Künstler
- Roa Barbosa, Orlando (* 1958), kolumbianischer Geistlicher und römisch-katholischer Erzbischof von Ibagué
- Roa Bastos, Augusto (1917–2005), paraguayischer Schriftsteller
- Roa García, Raúl (1907–1982), kubanischer Politiker
- Roa y Ursúa, Luis de (1874–1947), chilenischer Priester und Genealoge
- Roa, Carlos (* 1969), argentinischer Fußballspieler
- Roa, Cirilo, mexikanischer Fußballtorwart
- Røa, Henrik (* 1995), norwegischer Skirennläufer
- Roa, Humberto (1912–1986), chilenischer Fußballspieler

### Roac
- Roach, Akeem (* 1995), Fußballspieler aus Trinidad und Tobago
- Roach, Alex (* 1993), deutsch-kanadischer Eishockeyspieler
- Roach, Alexandra (* 1987), britische Schauspielerin
- Roach, Andy (* 1973), US-amerikanischer Eishockeyspieler
- Roach, Archie (1956–2022), australischer Singer-Songschreiber, Musiker vom Volk der Aborigine
- Roach, Bert (1891–1971), US-amerikanischer Schauspieler
- Roach, Dody (1937–2004), US-amerikanischer Pokerspieler
- Roach, Freddie (1931–1980), US-amerikanischer Soul-Jazz-Organist (Hammond B3)
- Roach, Freddie (* 1960), US-amerikanischer Boxer und -trainer
- Roach, Gary D. (* 1964), US-amerikanischer Filmeditor
- Roach, Hal (1892–1992), US-amerikanischer Filmproduzent, Regisseur und SchauspielerHal Roach (1892–1992)

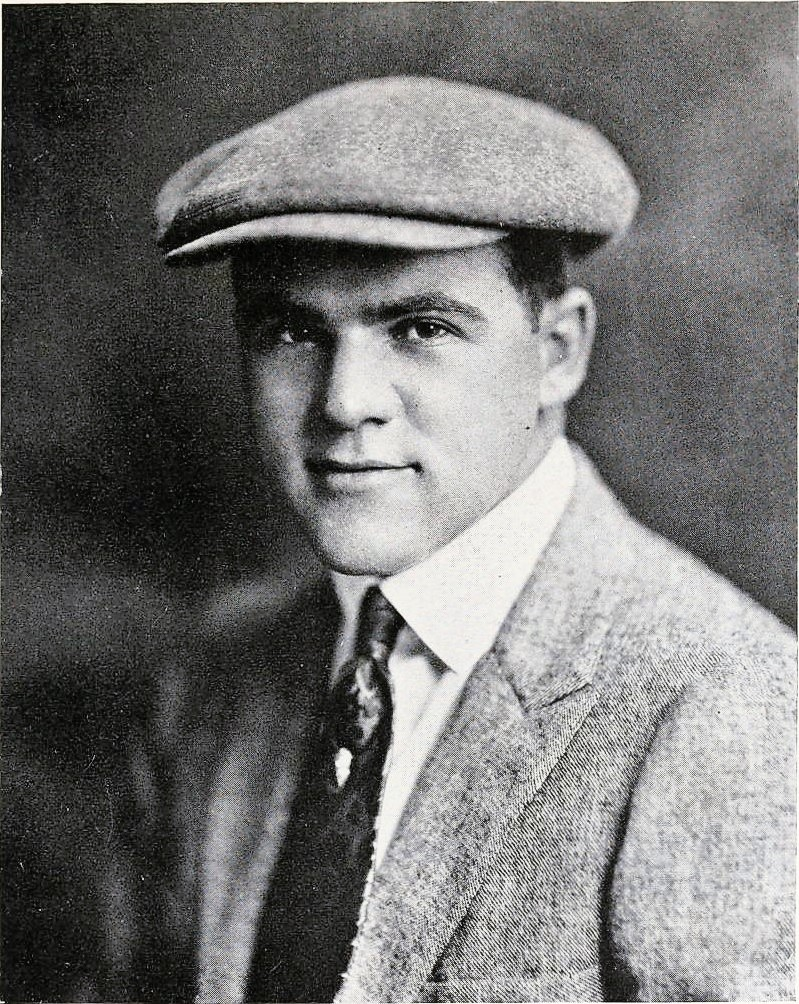
Hal Roach (1892–1992)

- Roach, Janet, US-amerikanische Autorin und Filmproduzentin
- Roach, Jay (* 1957), US-amerikanischer Regisseur, Kameramann, Drehbuchautor und Produzent
- Roach, John Robert (1921–2003), US-amerikanischer Geistlicher, Erzbischof von Saint Paul and Minneapolis
- Roach, John Ross (1900–1973), kanadischer Eishockeytorwart und -trainer
- Roach, Kimmari (* 1990), jamaikanischer Sprinter
- Roach, Martyn (* 1946), britischer Radrennfahrer
- Roach, Mary (* 1959), US-amerikanische Kolumnistin und Autorin
- Roach, Max (1924–2007), US-amerikanischer Jazz-Schlagzeuger, Komponist und Hochschullehrer
- Roach, Michael (* 1952), US-amerikanischer Buddhismus-Lehrer
- Roach, Pat (1937–2004), britischer Wrestler und Filmschauspieler
- Roach, Sidney C. (1876–1934), US-amerikanischer Politiker
- Roach, Steve (* 1955), US-amerikanischer Musiker des Ambient-Genre
- Roach, Ukweli (* 1986), britischer Schauspieler in Film, Fernsehen und Theater
- Roach, William (1907–1993), US-amerikanischer Romanist und Mediävist
- Roach, William N. (1840–1902), US-amerikanischer Politiker der Demokratischen Partei
- Roache, Linus (* 1964), britischer Film- und Theaterschauspieler
- Roache, William (* 1932), britischer Schauspieler
- Roachford, Andrew (* 1965), britischer Musiker

### Road
- Roads, Curtis (* 1951), US-amerikanischer Komponist
- Roads, Michael J. (1937–2024), britisch-australischer Autor und spiritueller Lehrer

### Roaf
- Roaf, Michael (* 1947), britischer Vorderasiatischer Archäologe
- Roaf, Willie (* 1970), US-amerikanischer American-Football-Spieler

### Roal
- Roald, Løgmaður der Färöer
- Roaldset, Jan Olaf (* 1946), norwegischer Skispringer
- Roaldseth, Marit (* 1977), norwegische Skilangläuferin

### Roam
- Roamba, Jean Claude (* 1997), burkinischer Leichtathlet

### Roan
- Roan, Chappell (* 1998), US-amerikanische Sängerin und SongschreiberinChappell Roan (* 1998)

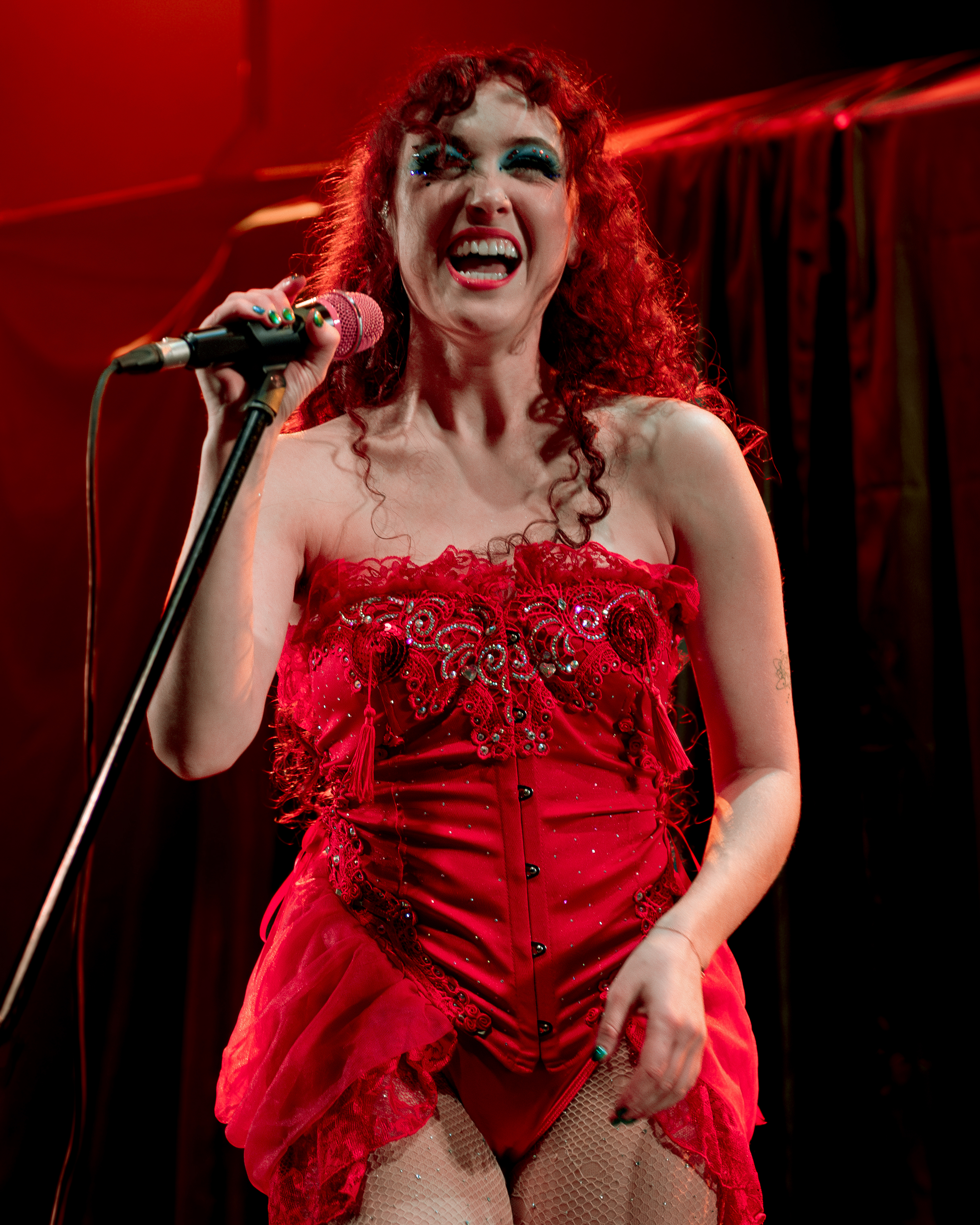
Chappell Roan (* 1998)

- Roane, Archibald († 1819), US-amerikanischer Politiker
- Roane, John (1766–1838), US-amerikanischer Politiker
- Roane, John J. (1794–1869), US-amerikanischer Politiker
- Roane, John Selden (1817–1867), US-amerikanischer Politiker, Gouverneur von Arkansas
- Roane, Kenneth (1900–1984), US-amerikanischer Jazzmusiker
- Roane, William H. (1787–1845), US-amerikanischer Politiker
- Roanhorse, Rebecca (* 1971), amerikanische Schriftstellerin
- Roanne, André (1896–1959), französischer Filmschauspieler
- Roannez, Artus de (1627–1696), Gouverneur des Poitou

### Roar
- Roar, Leif (1937–2003), dänischer Opernsänger (Bariton)
- Roark, Charles W. (1887–1929), US-amerikanischer Politiker
- Roark, Michael (* 1983), US-amerikanischer Schauspieler
- Roark, Michelle (* 1974), US-amerikanische Freestyle-Skisportlerin

### Roat
- Roat, Richard (1933–2022), US-amerikanischer Schauspieler
- Roatta, Jean (* 1941), französischer Politiker (UMP), Mitglied der Nationalversammlung, MdEP
- Roatta, Mario (1887–1968), italienischer General während des Zweiten WeltkriegesMario Roatta (1887–1968)

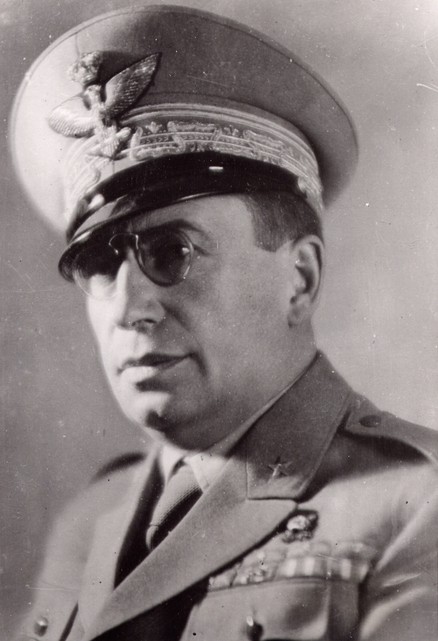
Mario Roatta (1887–1968)

- Roatta, Sébastian (* 1996), französischer Volleyballspieler

### Roaz
- Roazen, Paul (1936–2005), US-amerikanischer Politikwissenschaftler, Historiker der Psychoanalyse